# 蕉坑
蕉坑（英語：Tsiu Hang）是香港新界的一個地方，位於西貢市中心南部。蕉坑處於白沙灣與西貢海之間，於對面海和打蠔墩一帶與西貢半島連接。
蕉坑大部分地區（主要在中南面地方）在1977年5月13日被列為蕉坑特別地區，為政府推廣之保育地區。

## 著名地點

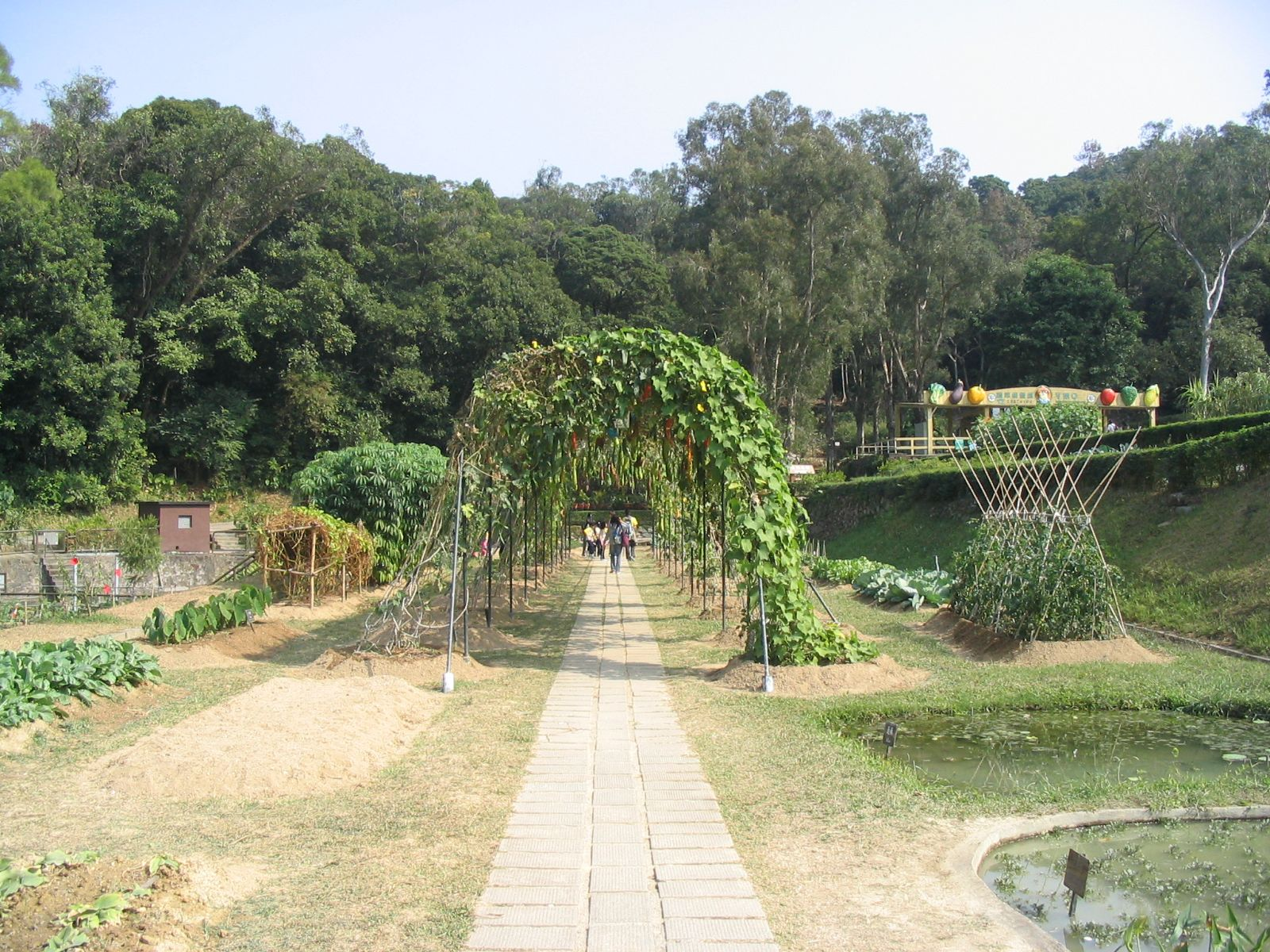
獅子會自然教育中心

- 蕉坑特別地區
- 大岩口
- 白馬咀
- 老虎岩
- 蕉坑自然教育徑
- 對面海
- 獅子會自然教育中心
- 西貢戶外康樂中心
- 西貢篤
- 三星灣
- 三星灣海灘
- 蔴籃笏

## 交通

### 主要道路
- 西貢公路
- 輋徑篤路
- 康健路